# 占士·史密夫·布殊
占士·史密夫·布殊（英語：James Smith Bush，1825年6月15日—1889年11月11日）是一位美國律師、牧師、宗教作家和布殊家族的祖先。

## 外部連結
- https://web.archive.org/web/20060430180430/http://svu2000.org/genealogy/George_W.pdf
- http://mssa.library.yale.edu/obituary_record/1859_1924/1889-90.pdf （页面存档备份，存于）
- https://web.archive.org/web/20021006163356/http://www.gracecathedral.org/enrichment/crypt/cry_20010221.shtml
- 在Find a Grave上的占士·史密夫·布殊
- Geni.com上關於占士·史密夫·布殊的資料（英文）